# Gerónimo Poblete
Gerónimo Gastón Poblete (Tunuyán, 4 settembre 1992) è un calciatore argentino, centrocampista dell'Al-Wasl.

## Caratteristiche tecniche
È un centrocampista centrale che può giocare largo a destra.

## Carriera
Cresciuto nelle giovanili del Colón (SF), fa il debutto in prima squadra il 16 febbraio 2014, subentrando a Gabriel Graciani all'82' del match vinto per 1-0 contro l'Argentinos Juniors.
Nell'estate 2017 si trasferisce al Metz.
Il 10 agosto 2018 passa in prestito al San Lorenzo.

## Palmares

### Club

#### Competizioni nazionali
- UAE Arabian Gulf League: 1

Al Wasl: 2023-2024
- Coppa del Presidente degli Emirati Arabi Uniti: 1

Al Wasl: 2023-2024